# Lyda Ssanin
Lyda Ssanin ist eine 1922 entstandene Verfilmung des 1907 erschienenen Romans "Ssanin" des russischen Autors Michail Petrowitsch Arzybaschew. Unter der Regie von Friedrich Zelnik spielt seine Ehefrau Lya Mara die Titelrolle. Umrahmt wird sie von den nachmals berühmten Kollegen Hans Albers und Rudolf Forster.

## Handlung
Lyda Ssanin ist eine begehrte und lebenslustige wie lebenshungrige junge Frau. Allen Männern verdreht sie den Kopf. Während die meisten nur mit ihr spielen und sie besitzen wollen, wird Lyda von dem schüchternen jungen Arzt Nowikow aufrichtig geliebt. Lyda aber verspricht sich mehr vom Leben und folgt den Avancen des Schürzenjägers Sarudin, einem wohlhabenden Rittmeister, der absolut nichts anbrennen lässt. Prompt verführt er sie und macht Lyda ein Kind.
Als Sarudin erfährt, dass Lyda von ihm schwanger ist, lässt er sie schmählich im Stich. Lyda fühlt sich entehrt und will sich daraufhin das Leben nehmen, wird aber im letzten Moment von ihrem Bruder Wladimir davon abgehalten. Um die Ehre seiner Schwester wiederherzustellen, unternimmt Wladimir einen Schritt in die Öffentlichkeit und stellt Sarudin coram publico bloß. Derlei in Schimpf und Schande versunken, bleibt dem standesbewussten Rittmeister nichts anderes mehr, als sich zu erschießen. Lyda aber findet ihr spätes Liebesglück doch noch in dem treuen Nowikow.

## Vorlage
Der in Russland und Deutschland skandalumwitterte Roman "Ssanin" von Michail Petrowitsch Arzybaschew war wegen der für die Zeit seines Erscheinens (1907/08) freizügigen Darstellung sexueller Themen sehr umstritten und in Deutschland als "jugendgefährdend" zeitweise verboten. Das Buch wird der Dekadenzdichtung um 1900 zugerechnet. Die Titelfigur gibt sich "nihilistisch" und radikal auf sich selbst bezogen, was die Zeitgenossen irritierte.

## Produktionsnotizen
Lyda Ssanin passierte am 16. November 1922 die Filmzensur, erhielt ein Jugendverbot und wurde im darauffolgenden Jahr uraufgeführt. Die österreichische Erstaufführung erfolgte am 30. März 1923. In Deutschland konnte man Lyda Ssanin erstmals am 10. Mai 1923 in Berlins Marmorhaus sehen. Der Film maß eine Länge von 2124 Metern, verteilt auf fünf Akte.
Die Filmbauten entwarf Fritz Lederer.

## Kritiken
Paimann’s Filmlisten resümierte: „Das Sujet ist, entsprechend seinem Vorwurfe, etwas düster gehalten, aber reich an dramatisch-wirksamen Momenten, die Darstellung sehr gut. Auch Aufmachung und Photos stellen in jeder Hinsicht zufrieden.“